# Marie-Rose Armesto
Marie-Rose Armesto (19 mars 1960 - 23 janvier 2007) était une journaliste, grand reporter, belge de la chaîne belge RTL-TVi.
Elle est décédée le 22 janvier 2007 à l'âge de 46 ans des suites d'un cancer.
Grand reporter, elle fut envoyée dans de nombreux points chauds du globe dont la Bosnie-Herzégovine, l'Algérie, l'Afghanistan, le Rwanda ou Haïti. Témoin mais aussi femme engagée, elle organisa, en juillet 1995, après la chute de Srebrenica, une chaîne humaine autour du Berlaymont, siège de la Commission européenne, pour dénoncer la passivité des Européens face à la guerre en Bosnie-Herzégovine.Marie-Rose Armesto a tiré de ses origines modestes et de l'exil de ses parents qui avaient dû fuir la misère dans leur région espagnole de Galice, une force et une détermination exemplaire. Elle était mariée depuis 1984 à Jean-Pierre Martin, grand-reporter lui aussi de RTL-TVI.

## Ouvrage
- (en) Son mari a tué Massoud, Paris, Editions Balland, 2002, 192 p. (ISBN 2-7158-1418-6) - Histoire de l'assassinat de Ahmed Chah Massoud au travers du récit de Malika, l'épouse de l'un des deux auteurs de l'attentat suicide, Abdessatar Dahmane.